# Syilalkoabsh
Syilalkoabsh, jedna od saliških skupina podređena Skopamishima s Green Rivera u američkoj državi Washington. Spominje ih Mallet u Ind. Aff. Rep. (188, 1887). U Hodgeovo vrijeme (rano 20. stoljeće) živjeli su s Muckleshoot Indijancima na agenciji Tulalip, gdje više nisu posebno popisivani, pa im brojno stanje nije poznato.